# هباكانت
هباكانت هي بلدة تقع في ولاية كاشين شمال ميانمار.